# Kobenz
Kobenz est une commune autrichienne du District de Murtal en Styrie.